# Nadia Reid
Nadia Reid-O'Reilly (Dunedin, 23 agosto 1991) è una cantautrice neozelandese.

## Biografia
L'album di debutto di Nadia Reid, intitolato  Listen to Formation, Look for the Signs, è stato pubblicato nel 2015 ed è stato candidato ad un New Zealand Music Award nella categoria Miglior album folk. È stato seguito due anni dopo da Preservation, che ha raggiunto la 13ª posizione della classifica neozelandese, e nel 2020 da Out of My Province, arrivato invece alla 2ª. Quest'ultimo ha ricevuto l'acclamo universale da parte della critica specializzata.

## Discografia

### Album in studio
- 2016 – Listen to Formation, Look for the Signs
- 2017 – Preservation
- 2020 – Out of My Province
- 2025 – Enter Now Brightness

### EP
- 2011 – Letters I Wrote and Never Sent

### Singoli
- 2015 – Call the Days
- 2016 – The Arrow and the Aim
- 2017 – Richard
- 2019 – Best Thing
- 2020 – Get the Devil Out
- 2020 – Oh Canada